# Alekos Spanoudakīs
Alexandros Spanoudakīs, detto Alekos (in greco Αλέξανδρος "Αλέκος" Σπανουδάκης?; La Canea, 8 luglio 1928 – La Canea, 10 marzo 2019), è stato un cestista greco.

## Carriera
Insieme al fratello Giannīs, è tra i giocatori più importanti nella storia dell'Olympiakos, con cui ha vinto il Campionato greco nel 1949 e nel 1960.
Con la Grecia ha vinto il bronzo ai Campionati europei del 1949 ed ai Giochi del Mediterraneo 1955. Vanta complessivamente 27 presenze e 103 punti in Nazionale, collezionati dal 1949 al 1957.

## Palmarès
- Campionato greco: 2

Olympiacos: 1948-49, 1959-60